# Zeria recta
Zeria recta är en spindeldjursart som först beskrevs av Hewitt 1919.  Zeria recta ingår i släktet Zeria och familjen Solpugidae. Inga underarter finns listade i Catalogue of Life.